# Fugitive beauté
fugitive beauté (vluchtige schoonheid) is een compositie geschreven door Mathias Spahlinger; het werd voltooid in 2006 en is geschreven voor sextet.
Het werk vond haar basis in het gedicht A une passante van Charles Baudelaire. Een toevallige ontmoeting maakt de ik-persoon van de wijs en hij vraagt zich af of de indruk die de ontmoeting maakte voor de eeuwigheid was.
De muziek is zonder de introductie van de componist eigenlijk niet te volgen. Het wordt gespeeld door drie combinaties van muziekinstrumenten:
- een solo hobo
- een duet van altdwarsfluit en viool
- een trio met basklarinet, altviool en cello.

In het eendelig werk, werken deze drie groepen in drie verschillende tempi hun weg naar het eind af. De hoboïst is degene die daarbij in een langzaam tempo begint (elke 17 seconden een noot / rust) en accelereert tot maatslag 164. Het duo remt juist af van maatslag 94 tot 56. Het trio versnelt van maatslag 34 tot 304. Door deze compositietechniek vervaagt de afgemeten indeling zoals hierboven vermeld. Elke stem in de partituur heeft toevallige ontmoetingen met muziek / leden van de andere groep.
De muziek is door de constructie erg verbrokkeld, toch gaan de afzonderlijke partijen over in elkaar om vervolgens weer uit elkaar te gaan. Ongeveer in het midden van de 17 minuten ontstaat een samenspel, dat lijkt op de kamermuziekstructuur uit de klassieke muziek, maar de vraag blijft open of dat als zodanig bedoeld is en of iedere luisteraar hetzelfde moment herkent, want ook de luisteraar maakt natuurlijk deel uit van deze toevallige ontmoeting. Iedere luisteraar zal zijn / haar eigen ontmoetingsmoment hebben.
De eerste uitvoering was op 7 mei 2006 op een muziekfestival in Witten door het Ensemble recherche.